# 치네치타역
치네치타역(이탈리아어: Cinecittà)은 로마 지하철 A선의 역 중 하나이다. 이 역은 토레 스파카타 가 (via di Torre Spaccata)와 델레 카판네레 가 (via delle Capannelle) 사이 투스콜라나 가 (via Tuscolana)에 위치해 있다. 전철역 위 버스 정류장 바로 옆에는 동명의 영화 스튜디오인 치네치타가 있다.

## 시설
치네치타 역에는 다음과 같은 시설이 있다.
- 매표소
- 장애인 전용 승차시설
- 에스컬레이터
- 파크 앤드 라이드 시설
- 역 감시카메라 (CCTV)

## 역 주변
- 투스콜라나 가
- 치네치타
- 치네치타 두에 쇼핑 센터
- 아메리칸 익스프레스 이탈리아 본점 (sede per l'Italia con rappresentanza stabile)